# 池州市第一中学
池州市第一中学（对内仍保留安徽省贵池中学牌子），简称池州一中、贵池中学，是位于中华人民共和国安徽省池州市贵池区平天湖风景区清溪街道的一所高级中学，占地面积347亩，建筑面积约80,000平方米。该校的前身为1902年底成立的贵池县立高等小学堂，2009年9月，经中共池州市委、池州市人民政府批准改为现名，2010年10月22日正式启用。池州一中是安徽省重点中学、池州市首座省示范高中、第一届安徽文明校园、中华百年名校、全国中小学现代教育技术实验学校、南京军区空军招飞先进单位，也是池州市人民政府下属的正县处级事业单位。截止2020年底，池州一中占地面积341亩，建筑面积为约7.8万平方米，有59个教学班，在校学生3,436人，有在岗教职工214人。现任校长为安徽东至人汪炜杰。

## 历史

### 中华人民共和国成立前
大清光绪二十七年（1901年9月14日），清政府颁布《兴学诏书》，要求“各府及直隶州均改设中学堂，各州县均改设小学堂”。次年末，时任贵池知县周荣期和贵池本土学者章敏斋（1863 - 1947）、高炳麟（字文伯，1866 - 1936）等人创办“贵池县立高等小学堂”，校址在池州府贵池县九华街县署废址（今池州市贵池区秋浦中路109号池州市第十一中学所在地），标志着池州及贵池近代教育的开端。首任堂长为今枞阳县学者王静甫。该校1903年春季开始招收学生，至1909年第一批学生毕业。该校除教授国文外，也教授算学、英文、格致等课程。该校虽然表面上实行的是新式教育，但旧式教育氛围更为浓厚，依然残存封建书院风气。当时任教者既有思想进步的知识分子，也有之前的举人、秀才，还有英美牧师和本校优秀毕业生，教学质量参差不齐。光绪三十一年（1905年），贵池县立高等小学堂创办者之一，该校国文教师胡子正（1860 - 1923）任校长，后任首任贵池县参议员。
1911年下半年，当地绅士及在沪池州名人为该校购置价值2,000余银元的大量图书仪器。11月14日，九江军政府黎宗岳部占领大通镇，自称大通军政分府都督，随即占领池州府城、徽州府城，试图武装割据，对抗安徽军政府。12月27日，黎宗岳派董经奎进军贵池县城，董经奎伙同当地流氓无赖大肆在县城烧杀抢掠，在县高等小学堂驱赶师生，解散学校，这批图书仪器遭军阀部队毁坏；王静甫秘密到达南京向孙中山申诉。1912年2月3日，中华民国临时大总统孙中山先生为此事写下手令，要求安徽都督孙毓筠查明遗失的物品，并要求“维护秩序并保护教育”。
1916年，“贵池县立高等小学堂”更名为“贵池县立高等小学校”，同时取消读经、讲经等课程，加设音乐、体育、自然课程。1927年（民国16年），“贵池县立高等小学校”升格为“贵池县立初级中学”，校址不变，为三年制初级中学。原安徽省实业厅厅长，当地人高炳麟担任首任校长。1928年下半年，曾为校友的凌霄（1905 - 1935）以该校为核心建立中共贵池特支，为今中共池州市委和贵池区委的前身，领导贵池学生运动。1929年8月，时任校长、中国国民党贵池县党部委员胡珩出面镇压学生运动，遭到学生抗议而下台。1930年8月，中共贵池特支升格为中共贵池县委，该校国文教师洪人英（1898 - 1960）任县委书记。1933年（民国22年），为镇压学生运动，中华民国安徽省当局强令该校停止招生，故该校待1935年最后一届学生毕业后停办。贵池县进步知识分子，曾任国立安徽大学校长的孙子相（1888 - 1961）将该校改为“贵池县立农林中学”，为一职业中学。1937年卢沟桥事变后，日本军队大举向长江流域进攻。同年10月，日本空军轰炸贵池县城，次年1月，中华民国贵池县当局下令境内中小学校一律解散。1938年10月27日，贵池县城被日军攻陷。随后，学校辗转贵池南部山区继续办学。1939年秋，“贵池私立战时中学”在峡川柯氏宗祠成立，由贵池城内名流，英语教师夏友三（1899 - 1961）担任校长。次年春，该校迁往今棠溪镇棠溪居委会庄村姚，学校性质改回公办，恢复“贵池县立初级中学”校名。5月，再迁往花庙罗。城内校舍遂沦为日军军营和慰安所。
1938年，安徽省包括“贵池县立农林中学”和“安徽省庐江临时中学”在内，有四所中学西迁武汉。在时任第五战区司令长官兼安徽省政府主席李宗仁、湖南省政府主席张治中等的关照下，安徽西迁各校合并成立“国立安徽中学”，长途跋涉，于是年底到达湘西。1939年4月，时在重庆的中华民国国民政府教育部将所有省区的国立中学按到达的先后顺序予以定名，于是“国立安徽中学”改名“国立第八中学”。校舍分散多地，行政机关驻永绥县城内文庙（今属湖南省湘西土家族苗族自治州花垣县花垣镇）。学生平时除学习外，还对学校周边民众开展抗日救国宣传，利用节假日，举行文艺演出，宣传抗日救国思想。
1945年8月，日本无条件投降。1946年2月，贵池县立初级中学校长章世达（1904 - 1967）将学校迁回贵池县城。同年9月，国立八中高二分部永绥（今花垣县）分校校长，校友欧阳良助（1900 - 1975）奉中华民国教育部指令，将部分师生（主要是男生）迁回贵池县城楼山街，易名为“安徽省立贵池中学”，为一高中。1949年4月下旬渡江战役期间，学校停课，欧阳率领学生到清溪乡躲避炮火，只有数名学生留校。留校的学生在当地地下党员的组织下前往池口码头迎接中国人民解放军进入贵池。

### 中华人民共和国成立后

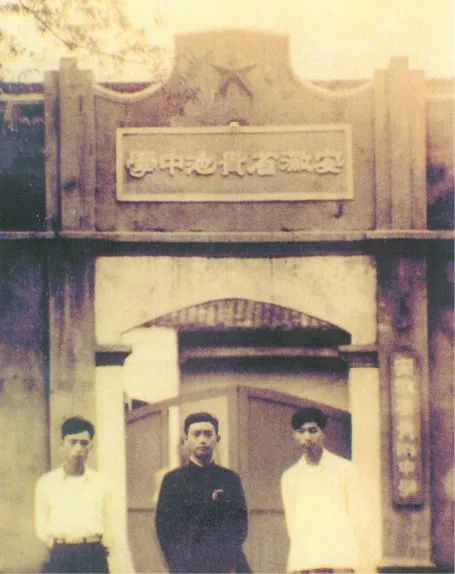
1949年中国人民解放军占领贵池后不久的安徽省贵池中学校门

1949年4月21日，中国人民解放军占领贵池县城，4月22日控制池州全境，原“安徽省立贵池中学”和“贵池县立初级中学”则被人民政府接管。1949年7月31日，经池州专员公署批准，“安徽省立贵池中学”正式更名为“皖南区贵池中学”，同时与“贵池县立初级中学”合并。9月中旬，铜陵中学的高二和高三年级、至德中学的高二年级因人数不足并入贵池中学，该校遂为当时池州地区唯一一所初中、高中、师范兼备的完全中学。
1949年底，贵池中学成立学生会组织，首任学生会主席为乌沙镇人纪建中（1931 - 1952）。1950年3月，考取华东军事大学，并于10月参加中国人民志愿军，1953年2月在朝鲜民主主义人民共和国平安北道定州市高岘洞（韓語：고현동）牺牲。1950、1951两年，该校先后有37位学生报名参加抗美援朝战争，成为当时池州地区除安徽省立石埭中学以外唯一一所有学生参加抗美援朝战争的学校。
1952年，因皖南行署区和池州专区撤销，皖南区贵池中学更名为“安徽省贵池中学”，简称“贵池中学”。1959年，被定名为“安徽省重点中学”。
1966年，“文化大革命”爆发，教育制度陷入混乱，贵中校内贴满大字报，老师、领导不断被批斗、抄家。第二年，贵池中学成为周边地区的武斗大本营，教学设施受到严重破坏。1969年初，大量教师被下放到安徽省南部山区。1969年3月18日，经县革命委员会批准，安徽省贵池中学与贵池县池州镇杏花村中学合并，更名为“贵池县立贵池中学”，简称“贵池县中学”。1978年11月，经池州地区革命委员会批准，杏花村中学改为县教育局管辖，从“贵池县中学”分离；恢复安徽省贵池中学校名。同年，经省教育厅批复，贵池中学等21所原“安徽省重点中学”恢复称号；同时被池州地区命名为“地区重点中学”。
1980年，安庆地区行政公署教育局将安徽省贵池中学定名为“地区重点中学”。自1984年开始，时任校长的胡通洲提出要将“升学型”教育转变为“素质型”教育，开始创办校刊及校广播站，并受到国家及省级有关部门的肯定。至1985年底，该校有24个教学班，学生1196人。校园占地面积81亩，校舍建筑面积2万多平方米。1993年6月18日，安徽省贵池中学被省教育厅评为“安徽省花园式学校”。1997年6月，安徽省教育厅下发《关于印发安徽省示范性普通高级中学评估验收实施方案及评估细则的通知》，池州地区行政公署教育局不久印发《池州地区示范高中和合格高中办学水平评价方案及评估细则》，其中将贵池中学评为“池州地区示范高中”，并支持其申报安徽省示范高中。2000年3月，经安徽省教育厅评审，安徽省贵池中学被评为“安徽省示范高中”，12月20日正式通过评估，2001年6月12日挂牌，这是池州地区第一所省示范高中。2001年2月19日，贵池中学由原贵池市人民政府教育局上划到池州市教育局管辖，为副县处级事业单位。2002年3月18日，老校区一座七层的教学楼开工。其中七楼穹顶为校天文社团的天文馆，当年12月18日竣工，可供2,000名学生上课。
2002年11月30日，安徽省贵池中学举办建校100周年大会，大批知名校友参加，标志着贵池及池州的近代教育走过了整整一个世纪。在大会上，时任校长汪中海宣称，安徽省贵池中学将在2010年实现成为“全国百强高中”的目标，并计划开设国际班。

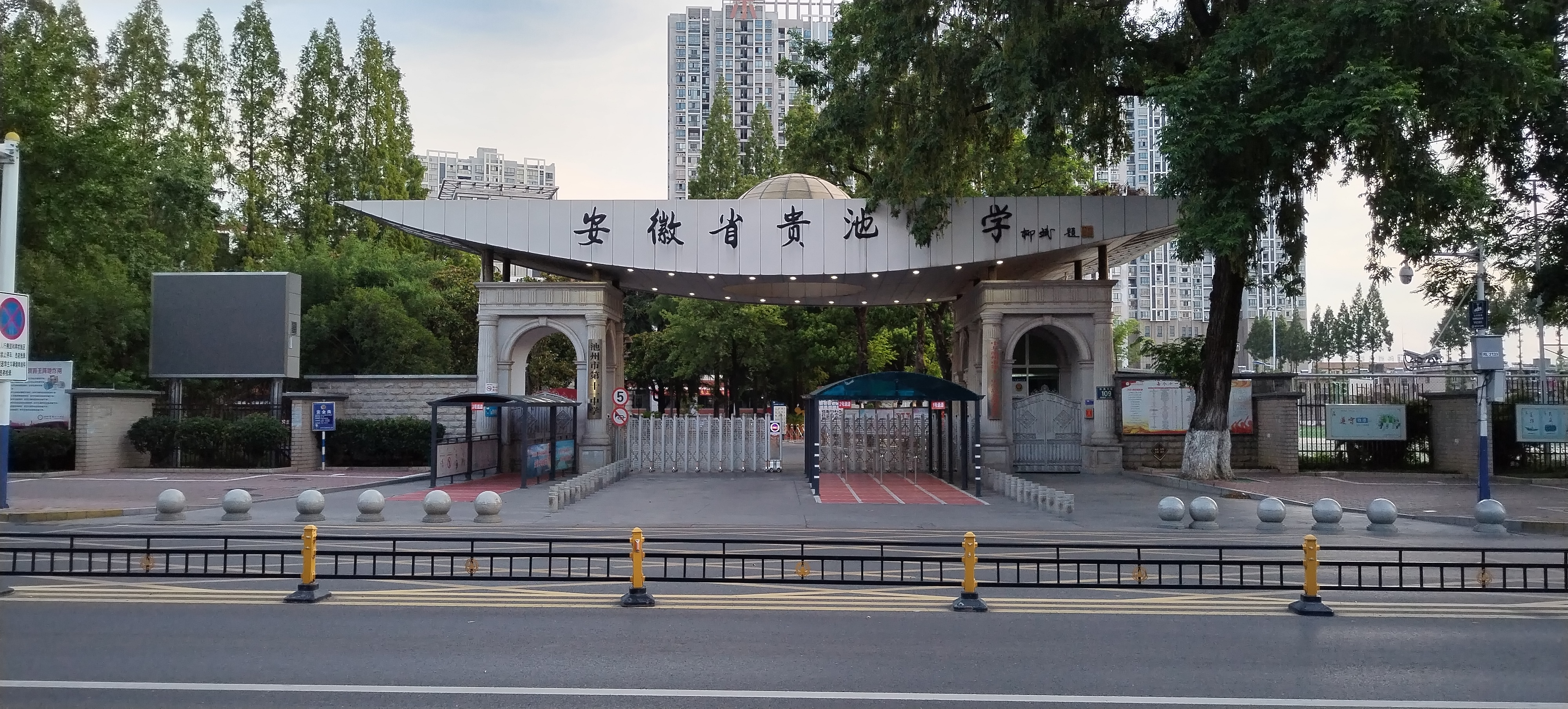
安徽省贵池中学旧校区（今池州市第十一中学）校门，由鲍家声设计，修建于2002年。门上题字者为柳斌。

2003年之后，因安徽省教育厅进行新一轮示范高中评估，贵池中学的初中部逐渐停止招生。为解决池州城区义务教育大班额问题，2005年，根据《池州市人民政府会议纪要》安排，安徽省贵池中学负责筹建一座九年一贯制学校（即贵池中学秋浦分校），办学规模规划为60个班，其中初中36个班，小学24个班，征用九华山酒厂以东、清风东路以南、市水利工程队以西、百牙东路以北的东南湖农场土地51,247平方米（76.87亩），2006年5月6日正式投入使用，汪炜杰担任首任校长。从此，安徽省贵池中学本部仅招收高中毕业生。
随着池州经济的迅猛增长，为进一步发展高中教育、改善池州形象，根据2007年《池州市人民政府会议纪要》安排，安徽省贵池中学在里山街道联盟村薛家墩池州市体育馆西侧（今属清溪街道联盟社区，即今校址）划出350亩土地，用于建造新校区；高中部迁入新校区后，老校区将保留原有教育教学设施与运动场，兴办一所初中（即池州市第十一中学）。2009年5月19日，安徽省贵池中学新校区举行开工典礼，时任池州市人民政府市长方西屏宣布开工令；2010年8月18日，贵池中学高中部正式迁入今校址；同年9月19日，在竣工仪式上，时任市长方西屏、市委书记童怀伟、市政协主席方志恒、贵池区人民政府区长张权发等领导宣布新校区正式投入使用。方西屏市长亲自为新校区挂上“池州市第一中学”牌匾，标志着池州教育进入新的阶段。
2009年5月25日，根据池州市人民政府池政秘〔2009〕62号文件《池州市人民政府关于规范主城区中学校名的批复》，安徽省贵池中学拟更名为池州市第一中学（又名“安徽省贵池中学”），贵池中学秋浦分校拟更名为池州市第十中学。2010年10月22日，池州市机构编制委员会池编〔2010〕26号文件批复同意安徽省贵池中学正式更名为池州市第一中学（保留安徽省贵池中学牌子）；贵池中学秋浦分校正式更名为池州市第十一中学（地址搬迁至原贵池中学旧校址），在秋浦分校原址建立池州市第十中学。2011年1月1日起正式启用“池州市第一中学”和“池州市第十一中学”印章。2014年6月，池州市第十一中学改为池州市教育局管理，不再隶属池州一中。
池州市第一中学历史示意图

## 行政管理

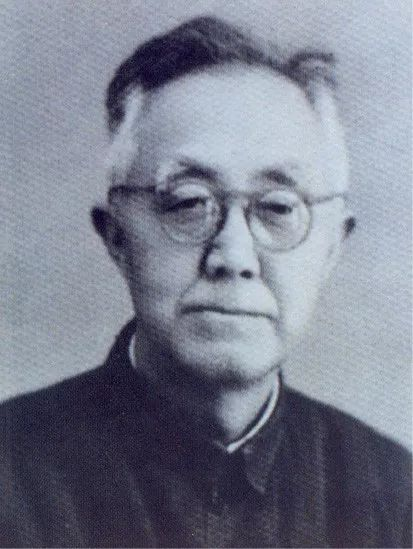
欧阳良助，拍摄于1962年

1926年，贵池县立初级中学成立，高炳麟出任第一任校长，之后汪钟瑞、姚恩赐、胡珩、俞根石、高清华、高启鸾先后担任职务。1936年成立贵池县立农林中学时，孙子相任校长。1938至1945年的“贵池私立战时中学”和“贵池县立初级中学”校长先后由夏友三、谢汝昌、章世达担任。1946年2月，章世达依然担任贵池县立初级中学校长直到1949年7月为止。
1949年7月至1952年，欧阳良助就任皖南区贵池中学校长。安徽省贵池中学成立后，欧阳继续担任校长至1954年4月。随后至1968年5月，校长职位先后由梁志森、徐飞、甘崇山、张伏生担任。1969年底，贵池县中学革命委员会成立，实行党政合一，张伏生任革委会主任。随后，申瑞冰、潘世杰、陈贤祺、方众志先后任革委会主任及负责人。1978年11月27日，经中共贵池县委组织部批准，成立中共安徽省贵池中学支部，安徽贵池人潘世杰（1928 - ）先后任副校长、校长，同时担任党支部副书记。1980年5月，潘世杰任校长兼党支部书记。
至1991年9月，贵池中学内活动的中共党员已有60人。当月，经中共贵池市委组织部同意，撤销中共安徽省贵池中学支部，成立中共贵池中学总支部委员会（简称党委），下设教学、行政、离退休老干部，三个党支部。时任校长潘世杰兼任党委书记至1992年10月。
2001年贵池中学划归池州市教育局管理，此后校长享受副县级待遇。2007年3月，经中共池州市委组织部批准，原东至县第二中学校长马自毛担任贵池中学校长兼党委书记，仍享受副县级待遇。2010年12月17日，中共池州市委决定将池州市第一中学校长的职级升格为正县级。

### 历任领导
| 姓名                     | 上任时间   | 卸任时间   | 备注                                                              | 脚注          | 姓名          | 上任时间   | 卸任时间   | 备注 | 脚注                        |
| 王静甫                   | 1902年12月 |            | 贵池县立高等小学堂（校）时期 任期均不明确                         | [ 19 ] [ 44 ] | 欧阳良助      | 1943年     | 1954年4月  | - 国立八中高二分部（1943 - 1946） - 安徽省立贵池中学（1946 - 1949） - 皖南区贵池中学（1949 - 1952） - 安徽省贵池中学（1952 - 1954） | [ 19 ] [ 44 ] [ 14 ]        |
| 章敏斋                   |            |            | 贵池县立高等小学堂（校）时期 任期均不明确                         | [ 19 ] [ 44 ] | 梁志森        | 1954年5月  | 1957年4月  | 代理 | [ 19 ] [ 44 ] [ 14 ]        |
| 胡子正                   | 1905年     |            | 贵池县立高等小学堂（校）时期 任期均不明确                         | [ 19 ] [ 44 ] | 龚政          | 1958年11月 | 1959年12月 | 11月14日就任 代理副校长 | [ 19 ] [ 44 ] [ 52 ] [ 14 ] |
| 胡萃九                   |            |            | 贵池县立高等小学堂（校）时期 任期均不明确                         | [ 19 ] [ 44 ] | 徐飞          | 1960年1月  | 1960年8月  | | [ 19 ] [ 44 ] [ 14 ]        |
| 郑良玉                   |            | 1926年     | 贵池县立高等小学堂（校）时期 任期均不明确                         | [ 19 ] [ 44 ] | 甘崇山        | 1960年8月  | 1963年8月  | 后任贵池县人大常委会主席 | [ 19 ] [ 44 ] [ 14 ]        |
| 高文伯（高炳麟）         | 1926年     | 1927年9月  | 贵池县立初级中学时期                                              | [ 19 ] [ 44 ] | 梁志森        | 1963年8月  | 1968年5月  | 4月1日就任 | [ 19 ] [ 44 ] [ 53 ] [ 14 ] |
| 汪钟瑞                   | 1927年9月  | 1928年8月  | 贵池县立初级中学时期                                              | [ 19 ] [ 44 ] | 申瑞冰 汪模汉 | 1968年5月  | 1971年1月  | “贵池县中学”时期 | [ 19 ] [ 44 ] [ 14 ]        |
| 姚恩赐                   | 1928年9月  | 1929年1月  | 贵池县立初级中学时期                                              | [ 19 ] [ 44 ] | 潘世杰        | 1971年1月  | 1972年     | “贵池县中学”时期 | [ 19 ] [ 44 ] [ 14 ]        |
| 胡珩                     | 1929年2月  | 1929年8月  | 贵池县立初级中学时期                                              | [ 19 ] [ 44 ] | 陈贤祺        | 1972年12月 | 1977年12月 | “贵池县中学”时期 | [ 19 ] [ 44 ] [ 14 ]        |
| 俞根石                   | 1929年9月  | 1930年8月  | 贵池县立初级中学时期                                              | [ 19 ] [ 44 ] | 方众志        | 1977年9月  | 1978年9月  | “贵池县中学”时期 | [ 19 ] [ 44 ] [ 14 ]        |
| 汪钟瑞                   | 1930年8月  | 1932年8月  | 贵池县立初级中学时期                                              | [ 19 ] [ 44 ] | 潘世杰        | 1978年9月  | 1984年10月 | 1978年就任第一副校长 1981年5月正式就任                                                                                              | [ 19 ] [ 44 ] [ 54 ] [ 14 ] |
| 高清华                   | 1932年9月  | 1934年8月  | 贵池县立初级中学时期                                              | [ 19 ] [ 44 ] | 胡通洲        | 1984年10月 | 2000年1月  | | [ 19 ] [ 44 ] [ 14 ]        |
| 高启鸾                   | 1934年9月  | 1936年8月  | 贵池县立初级中学时期                                              | [ 19 ] [ 44 ] | 汪中海        | 2000年1月  | 2003年7月  | 1月24日任第一副校长 2001年10月正式就任                                                                                              | [ 19 ] [ 28 ] [ 44 ]        |
| 孙子相                   | 1936年9月  | 1937年12月 | 贵池县立农林中学时期                                              | [ 19 ] [ 44 ] | 赵世泰        | 2003年7月  | 2007年3月  | 7月29日就任 | [ 44 ]                      |
| 谢汝昌                   | 1939年9月  | 1940年5月  | 贵池战时私立中学（1939-1940）和 贵池县立初级中学（1940-1949）时期 | [ 19 ] [ 44 ] | 马自毛        | 2007年3月  | 2014年8月  | 3月7日就任 | [ 44 ]                      |
| 夏友三                   | 1940年5月  | 1945年12月 | 贵池战时私立中学（1939-1940）和 贵池县立初级中学（1940-1949）时期 | [ 19 ] [ 44 ] | 王庆邦        | 2014年8月  | 2019年9月  | 9月2日就任 | [ 55 ]                      |
| 章世达                   | 1946年2月  | 1949年7月  | 贵池战时私立中学（1939-1940）和 贵池县立初级中学（1940-1949）时期 | [ 19 ] [ 44 ] | 汪炜杰        | 2019年10月 | 不適用     | 10月12日就任 | [ 55 ]                      |
| 注：本表未填的，均系未知 |            |            |                                                                   |               |               |            |            | |                             |

## 校园风物

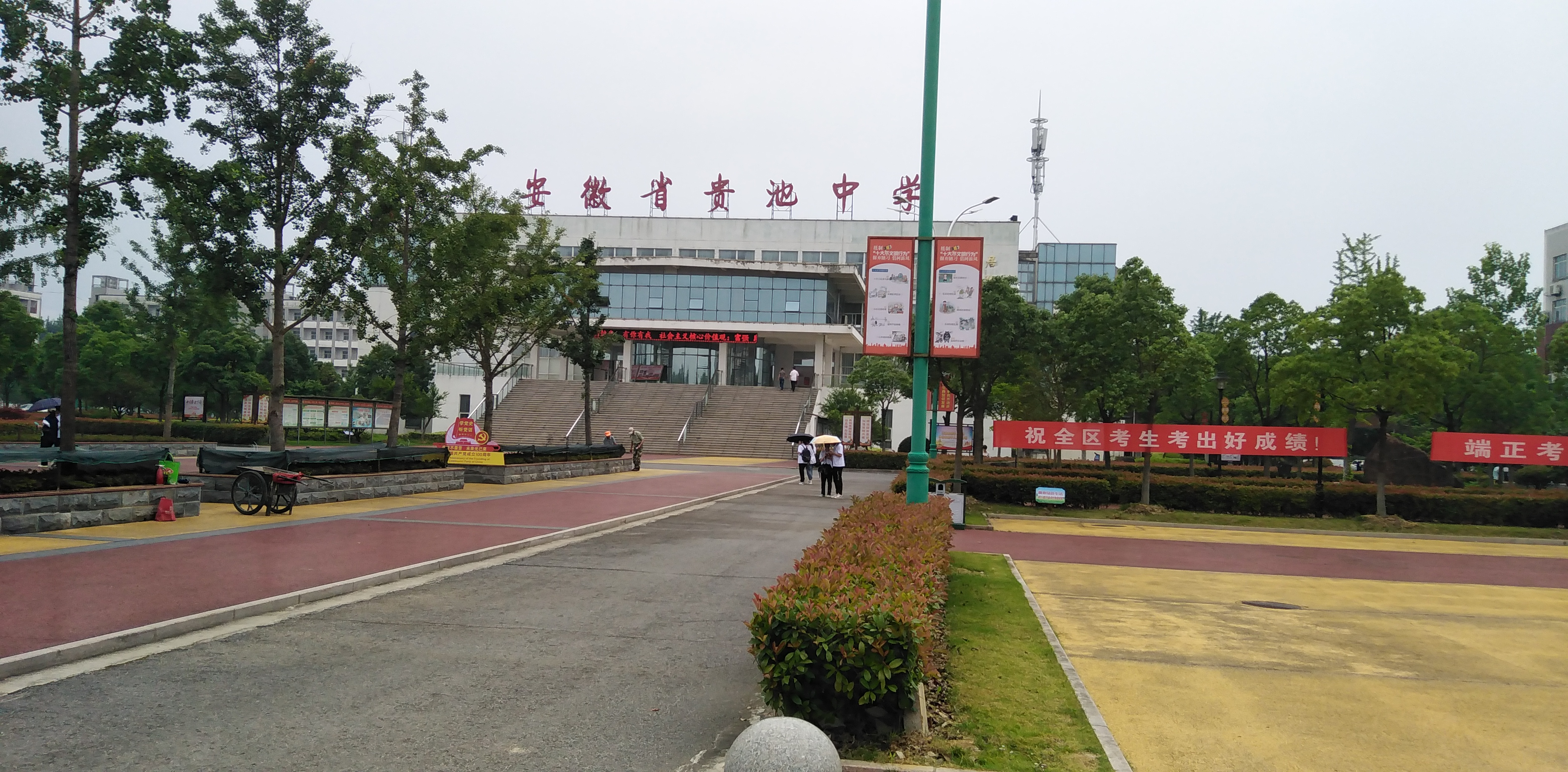
行政楼
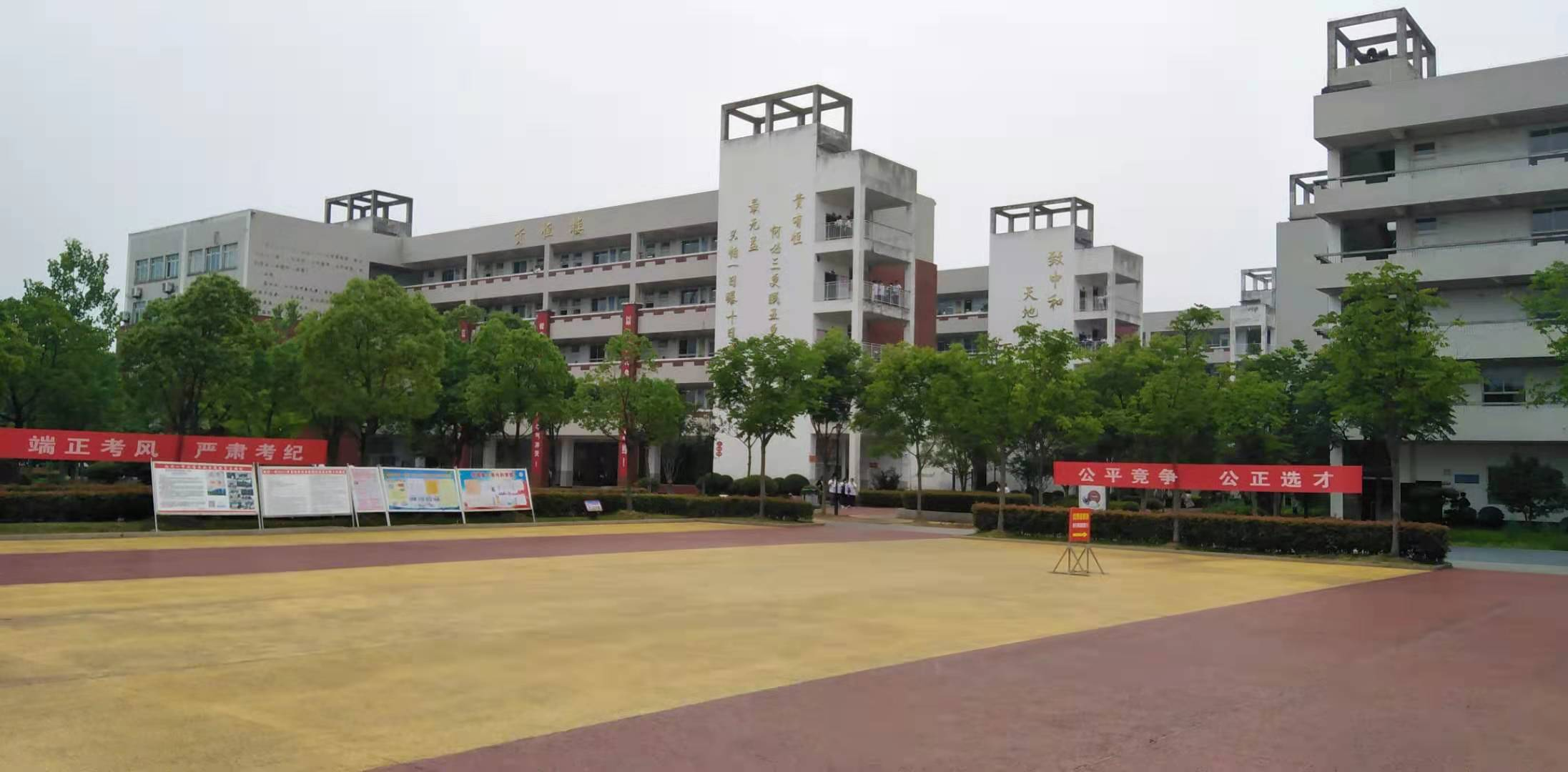
南教学楼
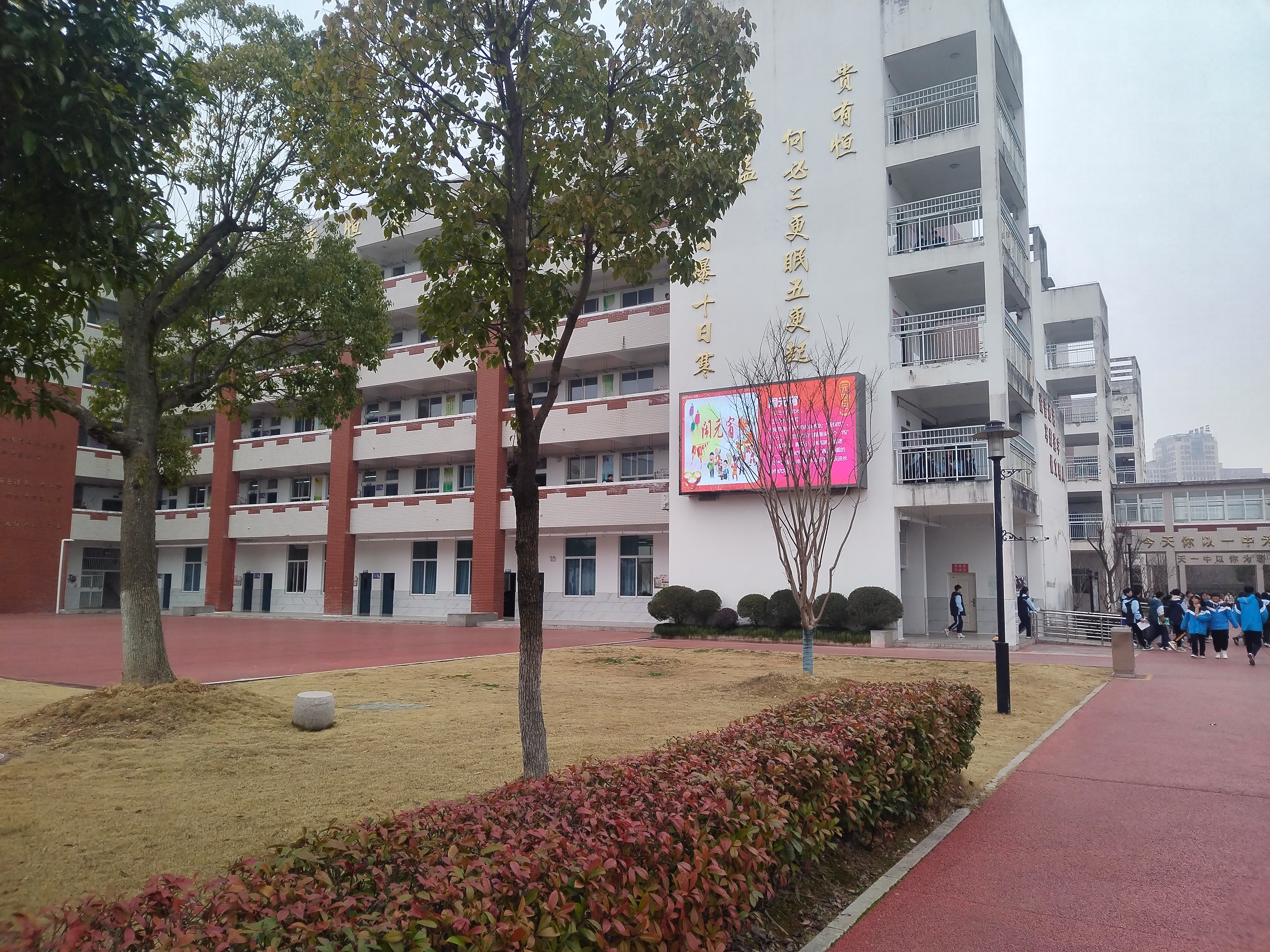
南教学楼
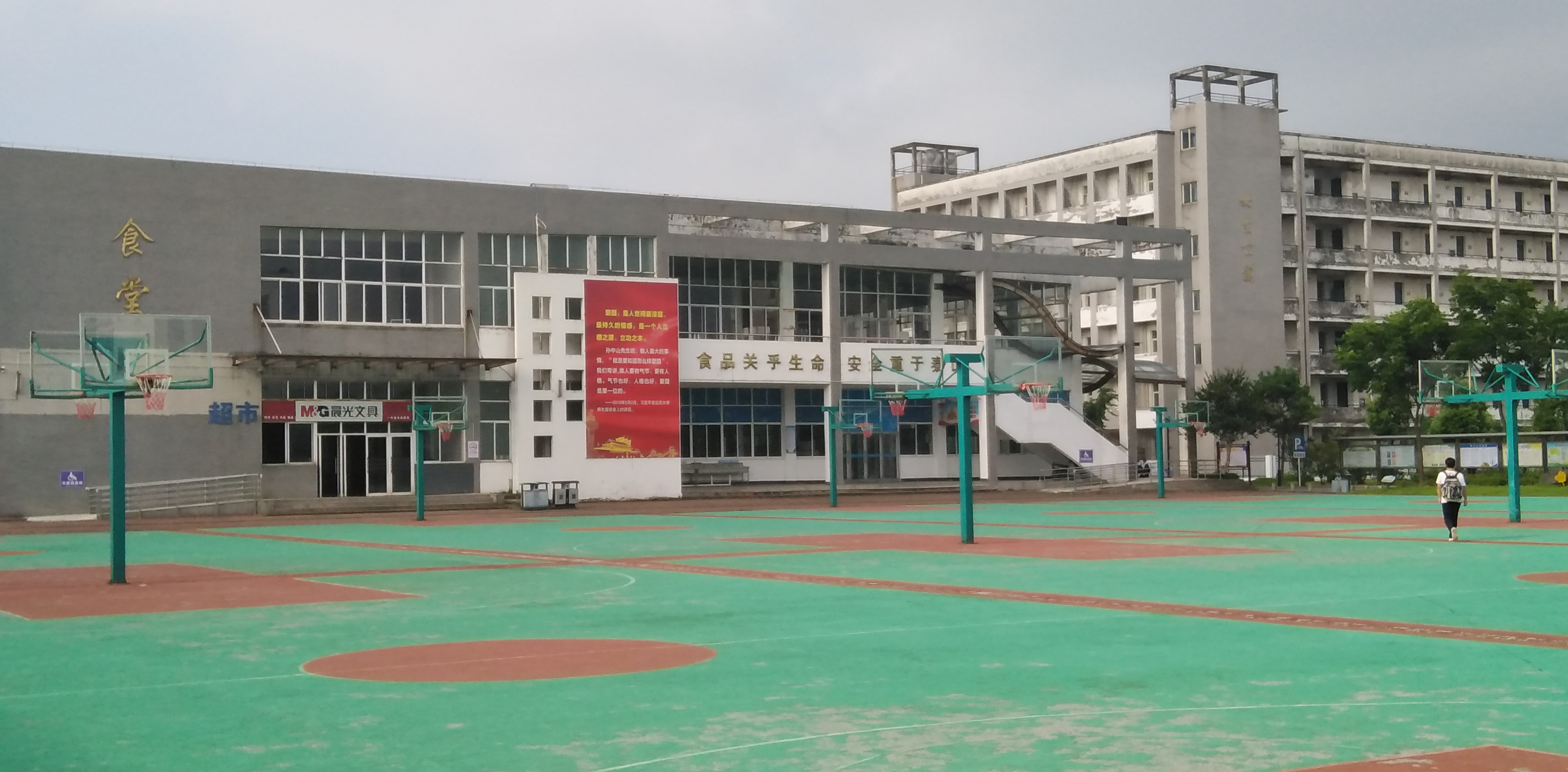
食堂及篮球场
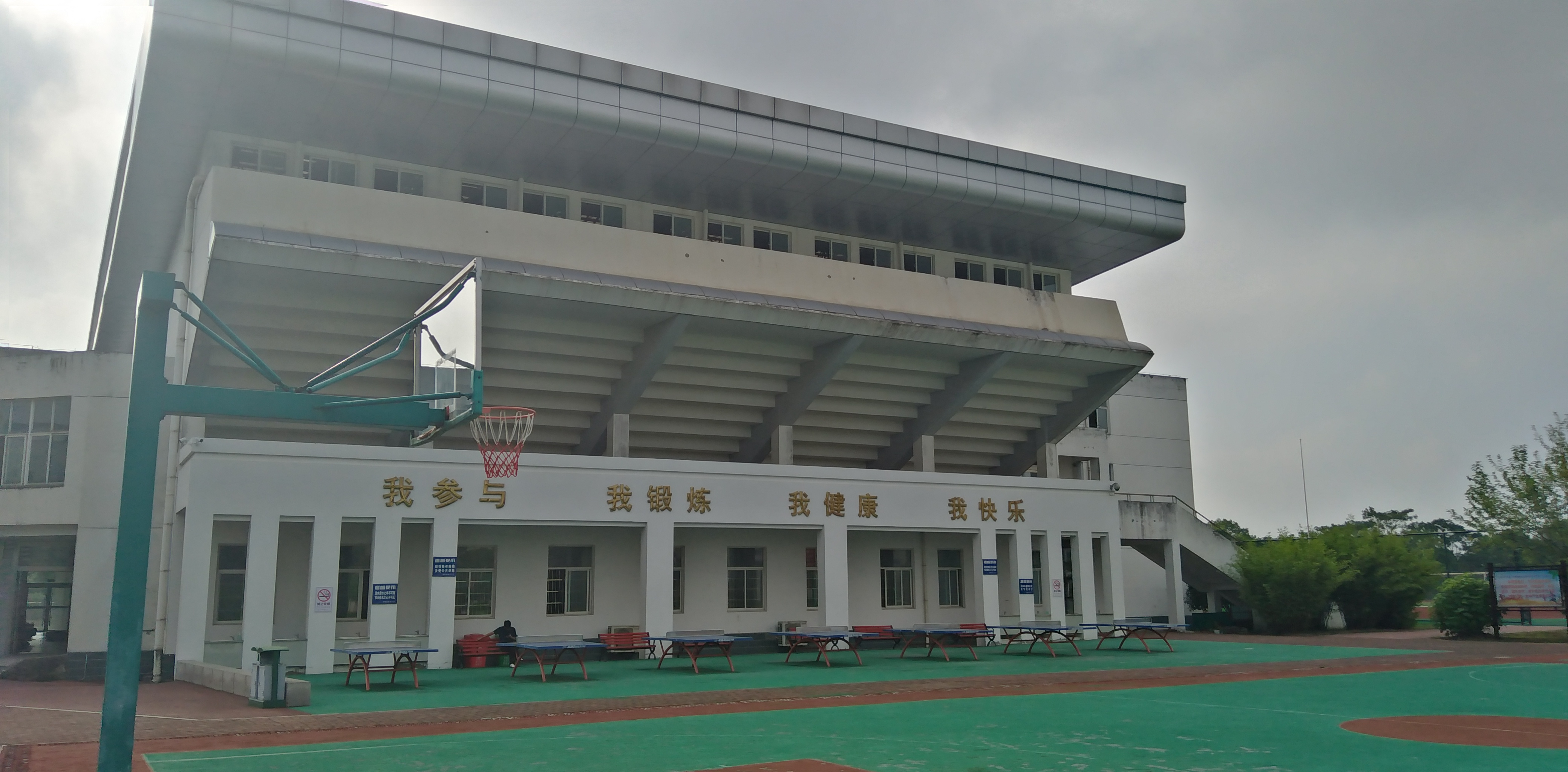
体育馆
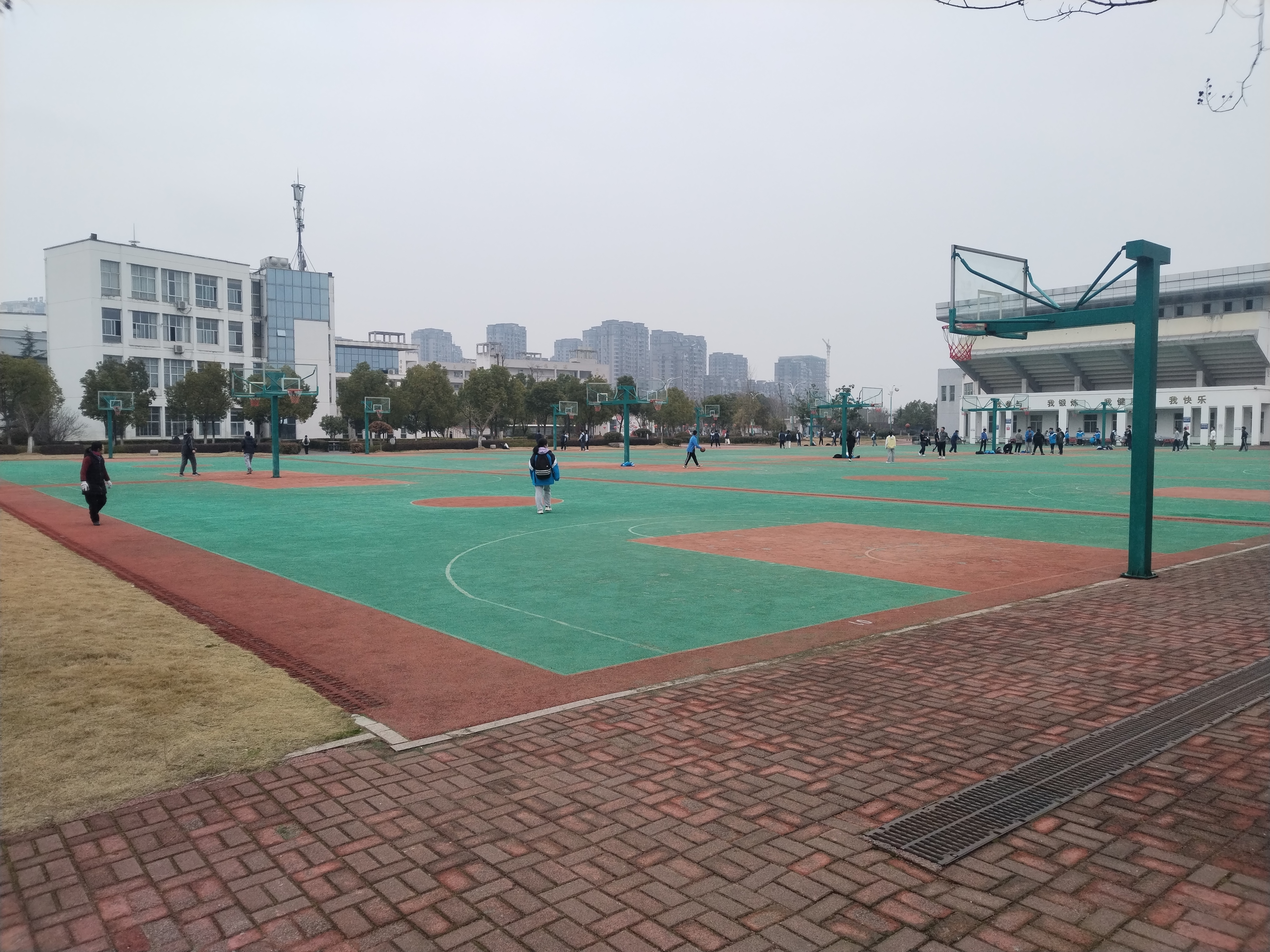
篮球场

### 学校环境
池州市第一中学占地面积341亩，校园三面环水，类似园林，更适宜学生学习。建有5栋学生公寓，可满足3,500名学生居住；一座两层食堂，能容纳近4,000人就餐，校内并配有大型公共澡堂。建有体育艺术馆、标准化体育场、塑胶跑道，进行素质教育。池州一中科技实验楼、教学楼和校园广场建设面积均在八千平方米上下，拥有广播电视网、校园宽带网、闭路电视监控网等各项教育教学设备，在安徽省内高中行列中居于较优地位。

## 校园文化

#### 校训、校风
1984年，时任校长的胡通洲将安徽省贵池中学的校训总结为“文明、严谨、勤奋、求实”，并要求全体学生都要背诵。2020年5月，为促进学校高质量发展，经池州一中党委批准，池州一中将校训改为“居敬持志，成己成物”。根据池州市第一中学官方解释，“居敬持志”出自朱熹《性理精义》，是指敬畏认真、专静纯一、坚持远大志向，为自己的目标而不懈努力；“成己成物”出自《礼记·中庸》，是完善自己的过程中，也帮助他人他物走向更完善的境界。

#### 校歌
1939年时，原迁往湘西的国立八中已有校歌。
|                | 八皖父母邦 弦歌重振在川湘 诚与毅立身立国本 念念慎勿忘 服从领袖 接受训练 我们当自强。 努力 努力 我们要凯旋 可爱的故乡 前进 前进 我们要复兴 民族的曙光！ 胜利旗帜宇宙任飞扬。 |
| ——国立八中校歌 | |

2002年下半年，为纪念建校100周年，中共安徽省贵池中学委员会向全社会征集一首纪念歌曲，最终选定校友郜志华（笔名雪村）作词，段继抒作曲的《不变的梦想》为主题歌兼贵池中学校歌。

#### 校刊
池州一中有官方校刊《鸣春》，主要刊登该校学生的文艺和摄影作品。始创于1985年4月15日，每年出版四期，1993年4月曾获中国语文报刊协会课堂教学分会校报评比一等奖。

## 学生活动

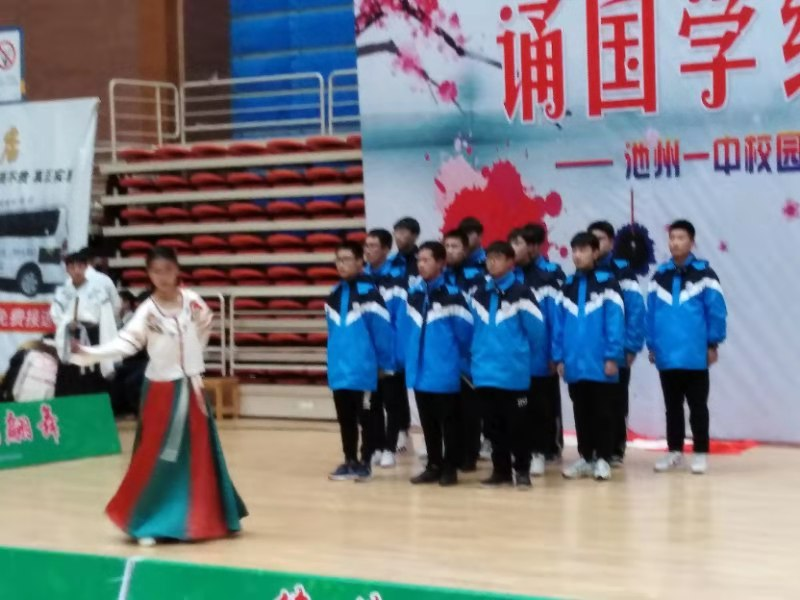
经典诵读比赛，2019年12月

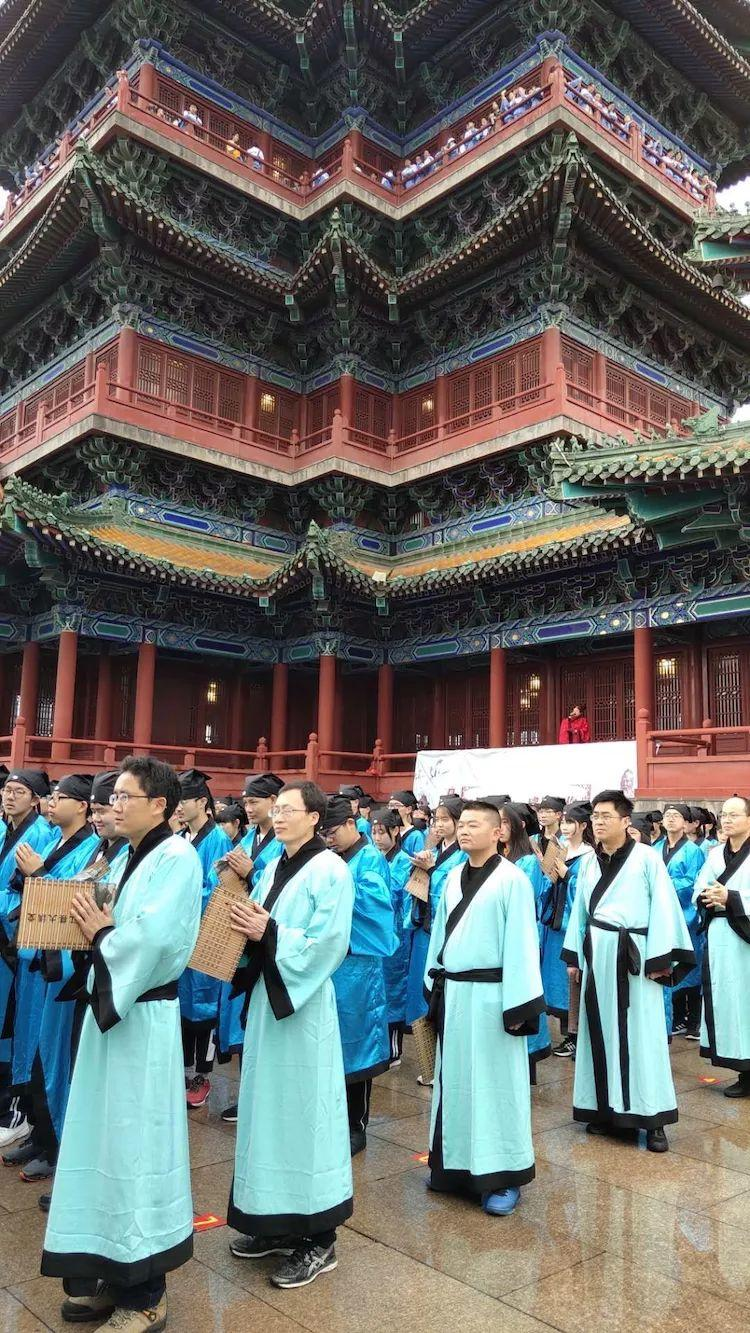
2019年4月30日，池州市第一中学部分班级的学生在南京阅江楼

池州一中经常开展各种校园活动，促进学生全面发展。在年底，高二年级还会举办名为“校园文化节”的经典诵读比赛。此外，池州一中自2017年开始，每年组织师生到江苏省南京市、扬州市等地进行研学旅行活动。此外，近年来，池州一中每年开展“非遗进校园”活动，组织黄梅戏、贵池傩戏、青阳腔的推介工作。

## 教学建设
1996年起，池州一中在池州地区率先推行全面实施素质教育改革，并取得较优成绩。2000年，池州一中在池州市全境率先推行普通高中新课程方案。 2002年，率先开展普通高中课程改革，教育教学质量发展较快。2018年，池州市人民政府和中国航天科技集团公司第十二研究院达成战略合作协议，在池州一中成立“钱学森班”，为国家培养后备科技人才。至2020年底，池州一中先后获得以下荣誉：
- 全国中小学现代教育技术实验学校
- 安徽省人才工作先进单位
- 安徽省花园式学校
- 安徽省绿色学校
- 全国绿化模范单位
- 第一届安徽省文明校园
- 南京军区空军招飞工作先进单位
- 中华百年名校[71]

## 对外交流
2011年7月27日至30日，大韩民国全罗南道求礼郡中学生文化体验交流团17人到达池州一中进行友好交流活动。在池州一中体育馆内，池州一中的学生与求礼中学校、求礼女子中学校的学生举行了一场乒乓球表演赛。

## 知名教职员及校友
自1902年成立以来，该校已为中国培养了数百名各领域人才。政治领域的有中华人民共和国国务院前总理朱镕基、原池州市人大常委会主任朱四德等。军事领域的有池州历史上第一位中共党员凌霄、中共贵池县委首任书记洪人英、中華民國陸軍已退役二级上将許歷農、中国人民解放军少将兼导弹技术专家江绍华、中国人民解放军少将何世德、中越战争中牺牲的烈士许和平等。教育学领域的有朱镕基的数学教师及班主任、后担任贵池县人民政府副县长的欧阳良助、安徽大学前常任副校长汪汉卿。从事社会科学研究的学者有南京大学教授柯象峰。从事自然科学研究的学者有陈省身数学奖获得者、中国科学院院士沈维孝、瑞典王国英瓦尔·卡尔松奖获得者章贞。

## 脚注
1. ↑  [池州市公共企事业单位信息公开 > 教育领域 > 池州市第一中學 https://www.chizhou.gov.cn/OpennessEnterprise/show/7.html （页面存档备份，存于）]
2. 1 2 3 4 5 6 7 8 9 10 11  . 池州一中. 2021-06-15  [2020-12-02]. （原始内容存档于2021-06-11） （简体中文）.
3. ↑  . 池州文明网. 2019-01-08  [2022-07-22]. （原始内容存档于2022-07-24）.
4. 1 2 3 4 5 6 7 8 9  贵池县志（1994年），第666页
5. 1 2 3 4 5 6 7 8 9 10 11 12 13 14 15  施乐生. . 池州市第十一中学. 2019-09-16  [2022-07-17]. （原始内容存档于2019-11-17）.
6. 1 2 3 4 5 6 7 8 9 10 11 12 13 14 15  安徽省志（1997年）
7. 1 2 3 4  饶颐. . 微信公众平台.   [2022-12-23]. （原始内容存档于2022-12-25）.
8. 1 2 3  贵池县志（1994年），第602页
9. ↑  陶顺义.  (B3版：人文池州). 池州日报 (池州日报社). 2011-08-18  [2022-07-17]. （原始内容存档于2022-07-24） （中文（中国大陆））.
10. 1 2 3 4  章乐敏 黄泽秋.  (第A7版：杏花村副刊). 池州日报 (池州日报社). 2019-04-26  [2022-07-17]. （原始内容存档于2022-07-17） （中文（中国大陆））.
11. 1 2 3 4 5 6 7 8 9  池州地区志（1996年），第629页
12. 1 2 3 4  安庆地区志（1995年），第1102页
13. ↑  百年贵中（2002年），第136页
14. 1 2 3 4 5 6 7 8 9 10 11 12 13 14 15 16 17 18 19 20 21 22 23  贵池文史资料第五辑（1996年），第98-104页
15. ↑  百年贵中（2002年），第13页
16. ↑  贵池县志（1994年），第33页
17. ↑  贵池县志（1994年），第23页
18. 1 2 3 4 5 6 7 8  . 池州一中. 2021-04-14  [2022-07-20].[]
19. 1 2 3 4 5 6 7 8 9 10 11 12 13 14 15 16 17 18 19 20 21 22 23 24 25 26 27  百年贵中（2002年），第133页
20. 1 2 3 4 5 6  池州市志（2016年），第2496页
21. 1 2 3 4 5 6 7  贵池文史资料第七辑（2007年），第84-86页
22. 1 2  百年贵中（2002年），第112页
23. 1 2 3 4 5  池州社会主义50年历程（1999年），第60页
24. 1 2  贵池县志（1994年），第667页
25. ↑  百年贵中（2002年），第155页
26. 1 2 3 4  通讯员：池基科. . 池州日报 (池州日报社). 2003-08-13. （原始内容 (第3版：教育专版)存档于2005-03-05） （中文（中国大陆））.
27. ↑  中共池州市委党史和地方志研究室. . 池州市人民政府. 2021-07-30  [2022-07-19]. （原始内容存档于2022-07-16）.
28. 1 2 3  百年贵中（2002年），第167页
29. 1 2  贵池文史资料第六辑（1998年），第197页
30. ↑  百年贵中（2002年），第40页
31. 1 2  贵池市志（2009年），第482页
32. ↑  池州市志（2016年），第855-856页
33. ↑  中共池州市委党史和地方志研究室. . 池州市人民政府. 2021-07-30  [2022-07-19]. （原始内容存档于2022-07-16）.
34. 1 2  百年贵中（2002年），第41页
35. 1 2 3 4 5 6 7 8 9 10  . 池州市第一中学.   [2022-07-19]. （原始内容存档于2019-06-23）.
36. 1 2 3 4 5  作者：王浩淼.  (第16版：专版). 安徽青年报 (安徽青年报社). 2009-11-11  [2022-07-19] （中文（中国大陆））.[]
37. 1 2 3  池州市志（2016年），第2497页
38. 1 2  池州市志（2016年），第2015页
39. 1 2  通讯员：方德喜；记者：胡先进. . 中安在线. 2009-12-23  [2021-07-22]. （原始内容存档于2021-07-22）.
40. ↑  池州市志（2016年），第1998页
41. 1 2 3 4 5 6   (B1版：民生周刊). 池州日报 (池州日报社). 2010-08-25  [2022-07-19]. （原始内容存档于2022-07-19） （中文（中国大陆））.
42. ↑  作者：施乐生. . 池州市第十一中学. 2016-12-24  [2022-07-21]. （原始内容存档于2021-09-06）.
43. 1 2 3 4 5 6 7 8 9  百年贵中（2002年），第215页
44. 1 2 3 4 5 6 7 8 9 10 11 12 13 14 15 16 17 18 19 20 21 22 23 24 25 26 27 28 29 30 31 32 33 34 35 36  . 贵池中学. 2003-10-14  [2022-07-29]. （原始内容存档于2005-03-09）.
45. 1 2 3  贵池县志（1994年），第923-924页
46. 1 2  百年贵中（2002年），第180页
47. ↑  记者：林清平. . 池州日报 (池州日报社). 2010-07-23  [2022-07-18]. （原始内容 (第A3版)存档于2022-07-18） （中文（中国大陆））.
48. ↑  百年贵中（2002年），第181页
49. 1 2 3  百年贵中（2002年），第164页
50. ↑  . 池州市教育和体育局. 2021-11-02  [2022-07-18].[]
51. ↑  记者：李瑞. . 中国青年报 (第2版) (中国青年报社). 1991-10-24.
52. ↑  百年贵中（2002年），第158页
53. ↑  百年贵中（2002年），第159页
54. ↑  百年贵中（2002年），第162页
55. 1 2  . 池州一中. 2020-08-08  [2022-07-18].[]
56. 1 2  池州市志（2016年），第2497-2498页
57. ↑  池州市志（2016年），第2501页
58. ↑  贵池文史资料第六辑（1998年），第157-163页
59. ↑  百年贵中（2002年），第197页
60. 1 2  . 微信公众平台. 池州市第一中学.   [2022-07-17]. （原始内容存档于2022-07-26）.
61. 1 2  . www.csust.edu.cn.   [2023-07-31]. （原始内容存档于2023-08-03）.
62. ↑  百年贵中（2002年），第145页
63. ↑  百年贵中（2002年），第202页
64. ↑  百年贵中（2002年），第176页
65. ↑  . 贵池中学.   [2022-07-28]. （原始内容存档于2006-05-15）.
66. ↑  敲仙侣. . bilibili.   [2022-07-22]. （原始内容存档于2022-07-24） （中文（简体））.
67. ↑  记者：唐馥娴.  (B1版：教育周刊). 池州日报 (池州日报社). 2017-05-24  [2022-07-24]. （原始内容存档于2022-07-24） （中文（中国大陆））.
68. ↑  池州文化旅游. . 微信公众平台.   [2022-07-29]. （原始内容存档于2022-07-30）.
69. 1 2   (第8版：特刊). 池州日报 (池州日报社). 2008-12-12  [2021-08-12]. （原始内容存档于2021-08-12） （中文（中国大陆））.
70. ↑  . 池州一中. 2021-08-23  [2022-07-23].[]
71. ↑  . 新浪教育. 新浪. 2012-07-18  [2022-08-07].
72. ↑  池州市外侨办. . 池州市人民政府. 2011-08-01  [2022-08-06]. （原始内容存档于2023-08-03）.
73. ↑  记者：唐国安、喻婷（实习）.  (第B1版：焦点新闻). 池州日报 (池州日报社). 2011-08-03  [2022-08-11]. （原始内容存档于2023-08-03） （中文（中国大陆））.
74. ↑  . 中华网. 2014-09-18  [2022-07-23]. （原始内容存档于2022-07-24）.
75. ↑  来源：湘潮 作者：马朝霞. . 凤凰网. 2014-09-22  [2022-07-23]. （原始内容存档于2014-09-24）.
76. ↑  贵池县志（1994年），第1101页
77. 1 2  贵池市志（2009年），第593页
78. ↑  贵池文史资料第七辑（2007年），第100-102页
79. ↑  贵池文史资料第七辑（2007年），第143-144页
80. ↑  池州市志（2016年），第3056页
81. ↑  池州市志（2016年），第3316页
82. ↑  贵池县志（1994年），第900页
83. ↑  池州一中. . 2020-07-30  [2021-08-14]. （原始内容存档于2021-08-14） （中文（中国大陆））.
84. ↑  池州一中. . 2020-07-30  [2021-08-14]. （原始内容存档于2021-08-14） （中文（中国大陆））.
85. ↑  . 中国科学院上海硅酸盐研究所.   [2022-07-20].